# Alberto Osorio Donado
Alberto Renaldo Osorio Donado (Soledad, 5 de junio de 1867-Barranquilla, 10 de junio de 1938) fue un político, empresario y terrateniente colombiano. 
Como industrial fue cofundador y presidente de la Cervecería de Barranquilla, creada en 1913, y dueño del Teatro Apolo, mientras que como político fue primer secretario general de Atlántico, Segundo Gobernador de este Departamento y primer gobernador del efímero Departamento de Barranquilla.